# Al-Karakiya (Sängersklavin)
Al-Karakiya (arabisch الكركيّة, geb. im 13. Jahrhundert, gest. im 13./14. Jahrhundert) war eine Sängersklavin im Besitz des Mameluken-Sultan Baibars I. (1223–1277; reg. 1260–1277).

## Leben
Al-Karakiya war eine Sängersklavin von Baibars I, dem späteren Sultan des ägyptischen Mameluken-Sultanats. Sie wurde nach ihrem Besitzer benannt, der als Sklavenjunge 1239 in der Festung Karak inhaftiert war; ihr Name bedeutet wörtlich 'die Frau aus Karak'. In der klassisch-arabischen Literatur wird sie als eine der besten Sängersklavinnen ihrer Zeit beschrieben. Sie war zudem selbst Dichterin und teils auch Komponistin zur Musik ihrer Verse.

## Rezeption
In der klassisch-arabischen Literatur wird al-Karakiya unter anderem in Ibn Fadlallah al-Umaris (1301–1349) Hauptwerk, dem Lexikon Masālik al-abṣār fī mamālik al-amṣār in seinem Kapitel über bekannte Sängersklavinnen erwähnt.

### Arabische Primärquellen
- Ibn Fadlallah al-Umari (1301–1349): Masālik al-abṣār fī mamālik al-amṣār. Ins Deutsche übersetzt von Yasemin Gökpinar: Der ṭarab der Sängersklavinnen: Masālik al-abṣār fī mamālik al-amṣār von Ibn Faḍlallāh al-ʿUmarī (gest. 749/1349): Textkritische Edition des 10. Kapitels Ahl ʿilm al-mūsīqī mit kommentierter Übersetzung, Ergon Verlag, Baden-Baden 2021.

### Sekundärliteratur
- Yasemin Gökpinar: Der ṭarab der Sängersklavinnen: Masālik al-abṣār fī mamālik al-amṣār von Ibn Faḍlallāh al-ʿUmarī (gest. 749/1349): Textkritische Edition des 10. Kapitels Ahl ʿilm al-mūsīqī mit kommentierter Übersetzung, Ergon Verlag, Baden-Baden 2021.